# Basename
basename est une commande Unix qui renvoie le nom d'un fichier. À partir d'un chemin d'accès, la commande supprime tout contenu précédant le dernier slash (/) et renvoie le résultat, en supprimant ou non l'extension du fichier.

## Histoire
La version de basename intégrée à GNU Core Utilities a été écrite par David MacKenzie.

## Utilisation
Dans le Single UNIX Specification, la commande basename est définie comme suit :
```
basename
 
string
 
[
suffix
]

```

où :
string (chaîne de caractères)
Un chemin d'accès.
suffix (chaîne de caractères)
Un suffixe.

## Exemples
Dans le cas où seul le paramètre string est renseigné, la commande récupère le dernier nom du chemin d'accès séparé par un slash :
```
$
 
basename
 
/home/username/base.wiki
base.wiki
$
 
basename
 
/home/username/base
base
$
 
basename
 
/home/username/
username
$
 
basename
 
/
/

```

Lorsque le paramètre suffix est aussi renseigné, la commande retire le suffixe précisé, sauf s'il s'agit du nom entier :
```
$
 
basename
 
/home/username/base.wiki
 
.wiki
base
$
 
basename
 
/home/username/base.wiki
 
ki
base.wi
$
 
basename
 
/home/username/base.wiki
 
base.wiki
base.wiki

```